# 데지 아너즈 주니어
데지 아너즈 주니어(Desi Arnaz, Jr., 본명은 Desiderio Alberto John Arnaz, 1953년 1월 19일 ~ )는 미국의 남성 가수 및 작사가 겸 영화배우이다.

## 생애 초기
1953년 1월 19일 로스앤젤레스의 시더스 오브 레바논 병원에서 태어났다. 그의 누나는 1951년에 태어난 배우 루시 아르나즈이다.
그의 출생은 텔레비전 역사상 가장 화제가 된 사건 중 하나였다. 그의 부모는 텔레비전 시트콤 아이 러브 루시(I Love Lucy)의 주연 배우였으며, 루실 볼의 임신 사실은 1952년 당시로서는 매우 파격적으로 드라마 줄거리의 일부로 다뤄졌다. 볼이 데시 주니어를 출산한 같은 날, 극 중 루시 리카르도도 "리틀 리키(Little Ricky)"를 낳는 장면이 방송되었다.
루시의 텔레비전 속 아기에게 미국 대중이 얼마나 관심을 가졌는지를 보여주는 증거로, TV 가이드 창간호의 표지 모델이 되었으며, 표지에는 "루시의 5천만 달러짜리 아기"라는 제목이 붙었다. 이는 광고 관련 수익이 5천만 달러(2024년 기준 약 5억 9천만 달러)에 이를 것으로 예상되었기 때문이다.
이후 배우 리처드 키스(본명 키스 티보도)는 TV 시리즈에서 "리틀 리키"를 연기했으며, 루시와 데시 주니어와 함께 많은 시간을 보내며 가족과도 가까운 사이가 되었다. 그는 데시 주니어에게 드럼 연주를 가르쳐주기도 했다.
로스앤젤레스 서부에 위치한 유니버시티 고등학교를 다녔다.

## 경력
12세의 나이에 디노, 데시 & 빌리(Dino, Desi & Billy)라는 밴드에서 드러머로 활동하였다. 밴드의 다른 멤버는 딘 마틴의 아들인 딘 폴 마틴과 빌리 힌쉬였다. 이 밴드는 1965년 "I'm a Fool"과 "Not the Lovin' Kind"라는 두 곡으로 히트 싱글을 기록하였다.
2021년 빌리 힌쉬가 별세함에 따라, 현재 이 삼인조 밴드의 생존 멤버는 데시 아르나즈 주니어 한 사람뿐이다.

### 연기 경력
1968년부터 1974년까지 데시 아르나즈는 누나 루시 아르나즈와 함께 어머니 루실 볼과 출연하여, 그녀의 자녀 역할로 텔레비전 시트콤 *히어스 루시(Here’s Lucy)*에 출연하였다. 같은 해 그는 더 마더스 인 로우(The Mothers-in-Law)의 에피소드 “The Hombre Who Came to Dinner: Part 2”에서 제리와 수지의 친구이자 드럼 연주자인 토미 역으로 특별 출연하였는데, 이 프로그램은 그의 아버지가 총괄 프로듀서이자 감독을 맡았다.
1970년에는 브래디 번치(The Brady Bunch)의 에피소드 “The Possible Dream”에 출연하였고, 1971년에는 리처드 토머스, 리처드 크레나, 클레어 블룸과 함께 감성적인 영화 Red Sky at Morning에 주연으로 출연하였다. 그의 할리우드 경력에서 가장 큰 전환점이 될 수도 있었던 작품은 1973년 뮤지컬 영화 Marco였다. 그는 이 영화에서 모험가 마르코 폴로의 삶을 다룬 주인공 마르코 역을 맡았지만, 당시 대부분의 할리우드 뮤지컬 영화처럼 이 작품도 흥행에는 실패하였다.
1974년 아르나즈는 서부극 영화 Billy Two Hats에서 그레고리 펙과 함께 주연을 맡았으며, 1976년에는 샌프란시스코의 거리들(The Streets of San Francisco)이라는 TV 시리즈에 두 편 출연하였다. 또한 같은 해에는 새터데이 나이트 라이브에 아버지 데시 아르나즈와 함께 공동 진행자로 출연하였다. 이 방송에서 그는 젊은 리키 리카르도를 연기하였고, 질다 래드너는 루시 역으로 함께 등장해 아이 러브 루시의 실패한 파일럿 프로그램을 풍자하는 콩트를 선보였다.
1977년에는 멜라니 그리피스, 로버트 캐러딘, 앤 록하트 등 유명 배우의 자녀들과 함께 영화 Joyride에서 주연을 맡았다.
이후 아르나즈의 연기 활동은 1980년대 후반까지 이어졌으며, 1983년부터 1984년까지 단 12편으로 방영이 종료된 단명 TV 시리즈 오토맨(Automan)에서 주연을 맡기도 하였다.
1992년 데시 아르나즈 주니어는 퓰리처상을 수상한 소설을 원작으로 한 영화 맘보 킹에서 자신의 아버지 역할을 연기하였다. 그는 이 작품이 아버지를 존중하는 방식으로 그렸다고 느꼈다.
이 영화에는 데시 주니어가 아버지의 캐릭터인 리키 리카르도를 연기하며, 어머니가 연기한 루시 리카르도와 함께 등장하는 장면이 포함되어 있다. 이 장면에서는 실제 TV 시리즈의 영상과 배우들의 연기가 교차 편집되어 사용되었다.

### 후반 경력
1998년부터 2010년까지 데시 아르나즈 주니어는 디노, 데시 & 빌리(Dino, Desi & Billy)의 새로운 구성인 리치, 데시 & 빌리(Ricci, Desi & Billy)로 투어 공연을 펼쳤다. 이 그룹은 아르나즈가 빌리 힌쉬와 재결합하고, 딘 마틴의 막내아들인 리치 마틴이 합류한 형태였다. 이들은 원곡뿐 아니라 오리지널 밴드의 히트곡들도 함께 공연하였다.
2002년경부터 2007년까지 그는 뉴욕주 제임스타운에 위치한 루실 볼–데시 아르나즈 센터(Lucille Ball–Desi Arnaz Center) 이사회 부의장으로 활동하였다. 그러나 센터의 전무 이사와의 갈등으로 인해 사임하였다.
2007년에는 여동생 루시 아르나즈와 함께 제5회 TV 랜드 어워즈(TV Land Awards)에 참석하여, 고인이 된 어머니에게 추서된 ‘Legacy of Laughter(웃음의 유산)’ 상을 대리 수상하였다.
아르나즈는 또한 루시 아르나즈, 라울 에스파르자, 밸러리 페티포드와 함께 바발루: 데시 아르나즈와 그의 오케스트라 음악에 대한 헌정 공연(Babalu: A Celebration of the Music of Desi Arnaz and his Orchestra)의 메인 무대를 장식하기도 하였다.
2011년 10월 15일, 그는 미국 의회도서관 쿨리지 강당에서 열린 바발루 공연에도 참여하였다. 이 공연은 의회도서관이 소장한 루실 볼과 데시 아르나즈 관련 컬렉션과 연계된 행사였다.
2021년에는 데시 아르나즈 주니어와 루시 아르나즈가 영화 빙 더 리카르도스(Being the Ricardos)의 총괄 프로듀서로 참여하였다.

## 개인사
데시 아르나즈 주니어에게는 줄리아 아르나즈라는 딸이 있다. 그녀는 1968년 당시 두 사람 모두 15세였을 때 모델 수전 캘러핸-하우와의 관계에서 태어났으며, 1991년 친자 확인 검사를 통해 아르나즈의 생물학적 자녀임이 입증되었다.
그는 17세였을 때 배우 패티 듀크와 교제하였고, 당시 듀크는 23세였다. 아르나즈는 1970년 에미상 시상식에서 듀크를 동반하였으며, 그녀는 단일 에피소드 부문에서 여우주연상을 수상하였다. 그러나 이들의 관계가 타블로이드 언론에 오르내리고, 듀크가 임신하면서 그의 어머니 루실 볼은 이 관계를 탐탁지 않게 여겼다. 이후 두 사람이 결별한 뒤, 작가이자 음악 프로듀서인 마이클 텔이 스캔들을 수습하기 위해 듀크와 결혼을 제안하였고, 이 결혼은 단 13일 만에 끝났다. 듀크는 이후 아들인 숀 애스틴에게 데시 아르나즈 주니어가 생물학적 아버지일 수 있다고 말하였다. 아르나즈와 애스틴은 가까운 관계를 유지했지만, 이후 유전자 검사 결과 숀의 생물학적 아버지는 마이클 텔인 것으로 밝혀졌다. 이에 대해 애스틴은 언론의 질문에 “나는 네 아버지 중 누구에게든 언제든 전화할 수 있어요… 존, 데시, 마이크, 그리고 ‘파파 마이크’까지요.”라고 답하였다. (참고로 숀 애스틴의 계부는 존 애스틴 이후 패티 듀크가 결혼한 마이클 피어스이다.)
이후 아르나즈는 엔터테이너 라이자 미넬리와도 연인 관계를 맺었으며, 그의 어머니는 이 관계에도 반대하였다. 루실 볼은 미넬리가 나이 차이가 많고, 방탕한 삶을 살아 아들에게 좋지 않은 영향을 미칠 것이라 우려하였다. 1972년 5월, 아르나즈는 미넬리와의 약혼을 발표하였고, 1973년 3월 아카데미 시상식에서 여우주연상을 수상한 그녀를 동반하였다. 그러나 같은 해 5월, 런던에 머물던 중 미넬리는 약혼을 파기하고 코미디언 피터 셀러스와의 관계를 선택하였다.
1979년, 아르나즈는 배우 린다 펄과 결혼하였으나, 1980년 1월 3일 펄이 이혼을 신청하였고, 그 해 이혼이 최종 확정되었다. 이후 그는 1987년 10월 8일 에이미 로라 바르지엘과 재혼하였다. 두 사람은 네바다주 보울더 시티에서 딸 헤일리와 함께 거주하였으며, 1997년 아르나즈는 지역의 보울더 극장을 매입해 복원하였다. 해당 극장은 한때 폐허 직전까지 갔지만, 복원 후에는 보울더 시티 발레단의 본거지가 되었다.
아내 에이미는 2015년 63세의 나이로 암으로 별세하였다. 데시와 에이미는 모두 영적 교사 버논 하워드의 신봉자였으며, 보울더 시티에 위치한 그의 New Life Foundation 모임에 참석하였다. 또한 두 사람은 하워드의 제자이자 영적 작가인 가이 핀리와 그의 Life of Learning Foundation을 지지하고 후원하기도 하였다.
데시의 외손녀이자 줄리아의 딸인 포토그래퍼 디자이어 S. 안잘론은 2020년 9월 27일 유방암 투병 6년 끝에 31세의 나이로 별세하였다.
현재 데시 아르나즈 주니어는 여전히 네바다주 보울더 시티에 거주 중이다.

## 가족 관계
- 아버지 Desi Arnaz(쿠바 태생의 미국 기타리스트)
- 어머니 Lucille Ball(영화배우. Desi Arnaz와 이혼.)
- 누나 Lucy Arnaz(영화배우)

## 같이 보기
- 린다 펄
- 데지더리오 아너즈
- 데지 아너즈
- 루실 볼
- 루시 아너즈
- 딘 마틴
- 딘 폴 마틴
- 빌리 하인시
- 칼 윌슨
- 마이크 러브